# 경순공주
경순공주(慶順公主, ? ~ 1407년 9월 17일(음력 8월 7일)) 또는 경순궁주(慶順宮主) 조선의 공주로, 태조 이성계의 장녀이자 적장녀이며 어머니는 신덕왕후 강씨이다.

## 생애

### 출생
조선을 건국한 이성계(태조)와 이성계의 경처(京妻)인 강씨(康氏, 신덕왕후)의 딸로 태어났다. 고려 후기의 문신인 이조년의 증손자이자, 권신 이인임의 조카인 흥안군(興安君) 이제(李濟)와 혼인하였다.
실록과 《선원록》, 《돈녕보첩》에는 태조의 셋째 딸로 기록되어 있으며, 태조와 신의왕후의 딸인 경신공주를 장녀라고 기록하고 있다. 하지만 고려 말 금석문의 기록을 통해 이성계의 다섯 딸 중 가장 먼저 태어났음을 알 수 있다. 경순공주의 할아버지이자 이성계의 아버지인 이자춘의 신도비의 기록에는 1387년 당시 경순공주가 이미 남편 이제(李濟)와 혼인한 상태로 기록되어 있다.

경순공주의 태어난 해는 정확히 알 수 없으나, 《이자춘 신도비(1387년)》의 기록과 어머니 신덕왕후가 태어난 해(1356년), 당시 여성의 혼인 적령기가 15~16세인 점을 종합하여 볼 때, 1370년대 초반에 태어났음을 추정할 수 있다. 또한 신의왕후의 딸들인 경신공주와 경선공주는 나이가 어리다는 기록과 함께 혼인하지 않은 상태임도 알 수 있다.
 
(중략)
판삼사공(判三司公, 태조 이성계)의 전부인(前夫人)은 밀직 부사로 치사한 한공(韓公) 휘 경(卿)의 딸인데,
원신택주(元信宅主, 신의왕후)에 봉해졌다.
부인(신의왕후)이 낳은 아들로, 방우(芳雨)는 전 예의 판서(禮儀判書)이고,
방과(芳果, 정종)는 추충여절익위공신 봉익대부(奉翊大夫) 지밀직사사 겸 군부판서 응양군상호군이고,
방의(芳毅)는 중정대부(中正大夫) 신호위 대호군이고, 방간(芳幹)은 전 군기 소윤이고,
방원(芳遠, 태종)은 통직랑(通直郞) 예의정랑 지제교이고,
방연(芳衍)은 종사랑(從仕郞) 성균 박사이며, 딸 둘(경신공주 · 경선공주)은 모두 어리다.
후부인(後夫人)은 판삼사사 강공(康公) 휘 윤성(允成)의 딸(신덕왕후)인데,
부인이 낳은 아들로는 고공 좌랑인 방번(芳蕃)과 군기 녹사인 방석(芳碩)이 있으며,
딸(경순공주)은 대호군(大護軍) 이제(李濟)에게 출가하였다.

 — 고려국(高麗國) 증(贈) 순성경절동덕보조익찬공신···(중략)···
영록대부 판장작감사 이공(李公, 이자춘)의 신도비명
위화도 회군 당시, 고려 조정에서 요동 정벌에 출정한 장수들의 가족들을 인질로 삼으려 하자 경순공주의 이복 오빠인 이방원(태종)이 가족들을 대피시켰는데, 이때 신의왕후의 딸들인 경신공주와 경선공주 및 신덕왕후의 아들인 무안대군 방번과 의안대군 방석의 나이가 어렸다고 기록되어 있다. 따라서 경순공주는 경신공주와 경선공주보다 먼저 태어났음을 알 수 있다.
 
전하(태종 이방원)가 왕후(王后, 신의왕후)와 강비(康妃, 신덕왕후)를 모시고 동북면을 향하여 가면서,
말을 탈 때든지 말에서 내릴 때든지 전하께서 모두 친히 부축해 주고,
스스로 허리춤에 불에 익힌 음식을 싸 가지고 봉양하였다.
경신공주(慶愼公主) · 경선공주(慶善公主) · 무안군(撫安君) · 소도군(昭悼君)이 모두 나이 어렸으나 또한 따라왔으므로,
전하께서 자기가 안아서 말에 태우고 길이 험하고 물이 깊은 곳에는 전하가 또한 말을 이끌기도 하였다.

 — 《태조실록》 1권, 총서

### 공주 시절
조선이 건국된 후 경순궁주(慶順宮主)에 봉해졌다.
남편인 이제는 태조 이성계를 도와 조선을 건국하는데 공을 세웠다. 1392년(태조 원년) 10월, 이성계는 사위인 이제를 일등 개국공신으로 봉하고 공신 교서를 하사했다. 이때 하사받은 공신교서인 《이제 개국공신교서》는 국보 제324호로 지정되어 있다.
1396년(태조 5년), 어머니 신덕왕후를 여의었다.
1398년(태조 7년) 8월 26일, 제1차 왕자의 난이 발발하여 남편인 이제와 남동생 무안대군 방번, 의안대군 방석이 모두 살해되었다. 이후 남편을 잃은 경순공주는 아버지 태조에 의해 비구니가 되어 출가하였다.
 
태상왕(태조)이 경순궁주로 하여금 여승이 되게 하였는데,
궁주는 이제(李濟)의 아내였다.
머리를 깎을 때에 임하여 눈물을 뚝뚝 흘렸다.

 — 《정종실록》 2권,
정종 1년(1399년 명 건문(建文) 1년) 9월 10일 (정축)

### 사망
1407년(태종 7년) 8월 7일 졸하였다. 경순공주가 죽자 태종은 덕수궁에 나아가 경순공주를 조문하였다. 흥안군 이제는 세종대에 신원되어 태조의 묘향에 배향되었다. 1872년(고종 9년), 조선 초기 궁주(宮主)들의 봉작을 공주(公主)로 바꾸면서 경순공주로 봉해졌다.

## 가족 관계
| - 조부 : 환조 이자춘(桓祖 李子春, 1315~1360) - 조모 : 의혜왕후 최씨(懿惠王后 崔氏, ?~1336) - 아버지 : 태조 이성계(太祖 李成桂, 1335~1408) - 외조부 : 상산부원군(象山府院君) 강윤성(康允成, ?~1358) - 외조모 : 진산부부인(晉山府夫人) 진주 강씨(姜氏, 생몰년 미상) - 어머니 : 신덕왕후 강씨(神德王后 康氏, 1356~1396) - 동생 : 무안대군 방번(撫安大君 芳蕃, 1381~1398) - 동생 : 의안대군 방석(宜安大君 芳碩, 1382~1398) | - 시아버지 : 이인립(李仁立, 1333~1387) - 시어머니 : 혜령옹주(惠寧翁主) - 남편 : 흥안군(興安君) 이제(李濟, ?~1398) - 양자 : 이윤(李潤) - 시동생 이발(李潑)의 아들 |

## 경순공주가 등장한 작품

### 드라마
- 《용의 눈물》(KBS1, 1996년~1998년, 배우 : 김나우)
- 《정도전》 (KBS1, 2014년~2014년, 배우 : 고주연)
- 《태종 이방원》 (KBS1, 2021년~2022년, 배우 : 최다혜)

### 영화
- 《순수의 시대》(2015년, 배우 : 김다예)